# Tomoji Eguchi
Tomoji Eguchi (江口 倫司 Eguchi Tomoji?, nacido el 22 de abril de 1977 en Hyogo) es un exfutbolista japonés. Jugaba de delantero y su último club fue el Avispa Fukuoka de Japón.

## Trayectoria

### Clubes
| Club           | País  | Año         |
| -------------- | ----- | ----------- |
| Vissel Kobe    | Japón | 1996 - 1999 |
| Avispa Fukuoka | Japón | 2000 - 2003 |